# Верхний Улак
Верхний Улак — железнодорожная станция на строящейся линии Улак — Эльга. Является базой для строительства этой ветки. Построена на средства МПС в 2000—2001 годах. Официально открыта в ноябре 2001 года.
В октябре 2007 года станция была продана на аукционе вместе с Эльгинским угольным месторождением компании «Мечел». После начала пробной эксплуатации Тихоокеанской железной дороги в конце 2024 года стала узловой станцией на БАМе, которая связывает сеть дорог страны с побережьем Охотского моря.